# اسکیل پاور تولز
اسکیل پاور تولز (انگلیسی: Skil) شرکت ابزارسازی آمریکایی است، که در سال ۱۹۲۶ تأسیس شد.